# Bouin (Vendée)
Pour les articles homonymes, voir Bouin.
Bouin ([bwɛ̃]) est une commune française située dans le département de la Vendée en région Pays de la Loire. Les habitants de Bouin sont les Bouinais(es).
Avant la création des départements, Bouin faisait partie des Marches Bretagne-Poitou avec une appartenance commune à la Bretagne et au Poitou sur le plan temporel, et à la Bretagne (diocèse de Nantes) sur le plan spirituel.
Nombre de Bouinais comprenaient - ou parlaient - encore à la fin du XXe siècle la langue maraîchine d'origine poitevine.

## Géographie

### Localisation
Le territoire municipal de Bouin s’étend sur 5 225 hectares. L’altitude moyenne de la commune est de 2 mètres, avec des niveaux fluctuant entre 0 et 6 mètres,.
Sur le territoire de la commune de Bouin se trouve le centre (ou pôle) de l'hémisphère continental, hémisphère terrestre qui comprend la plus grande superficie de terres émergées. Les coordonnées calculées pour ce pôle continental sont 47° N, 2° O.
| Océan Atlantique | Les Moutiers-en-Retz (Loire-Atlantique) | Villeneuve-en-Retz (Loire-Atlantique) |
| Océan Atlantique | Bouin                                   | Bois-de-Céné                          |
| Beauvoir-sur-Mer |                                         | Saint-Gervais                         |

Les communes entourant Bouin sont Les Moutiers-en-Retz, Bourgneuf-en-Retz, Bois-de-Céné, Saint-Gervais et Beauvoir-sur-Mer.
Elle est la commune la plus au sud de la Bretagne historique. Le lieu est notamment cité comme limite méridionale de la Bretagne dans l'édition 1843 du Dictionnaire historique et géographique de la Bretagne.

### Hydrographie
Bouin est située au cœur du Marais breton vendéen située sur l'axe Nantes-Noirmoutier. L'activité salicole a longtemps été l'activité principale de Bouin (Bouin était la commune la plus productrice de sel de tout le marais breton vendéen), et de la Baie (Baye) de Bretagne, telle qu'appelée à l'époque.
Aujourd'hui l'ostréiculture (180 exploitants, huîtres Vendée Atlantique) et l'aquaculture sont devenues les activités principales de l'ancien marais salant.
Au nord-ouest de la Vendée, Bouin vit au rythme de la culture du mollusque. Construit à l'embouchure d'un étier, où se rejoignent les canaux du marais, l'étroit port abrite les embarcations des pêcheurs et ostréiculteurs du village. Quand la saison bat son plein, d'août jusqu'à mars, les 180 ostréiculteurs de la commune sont dehors presque douze heures par jour pour récolter, trier et nettoyer les huîtres. Ils les vendent ensuite notamment sur les marchés nantais, dont les emplacements se transmettent de génération en génération. Les huîtres de la baie de Bourgneuf, charnues et croquantes, figurent parmi les plus recherchées de France. Pendant longtemps, Bouin a cherché à gagner des parcelles de terre sur la mer. Grâce à la construction d'une digue de trois kilomètres entre 1959 et 1962, des polders ont été créés et ont ainsi permis à la culture des huîtres de s'étendre. Sur ces terres « artificielles », la commune a aussi installé un parc de huit éoliennes, un des plus puissants de l'Hexagone, qui alimente en électricité 20 000 foyers de la région.

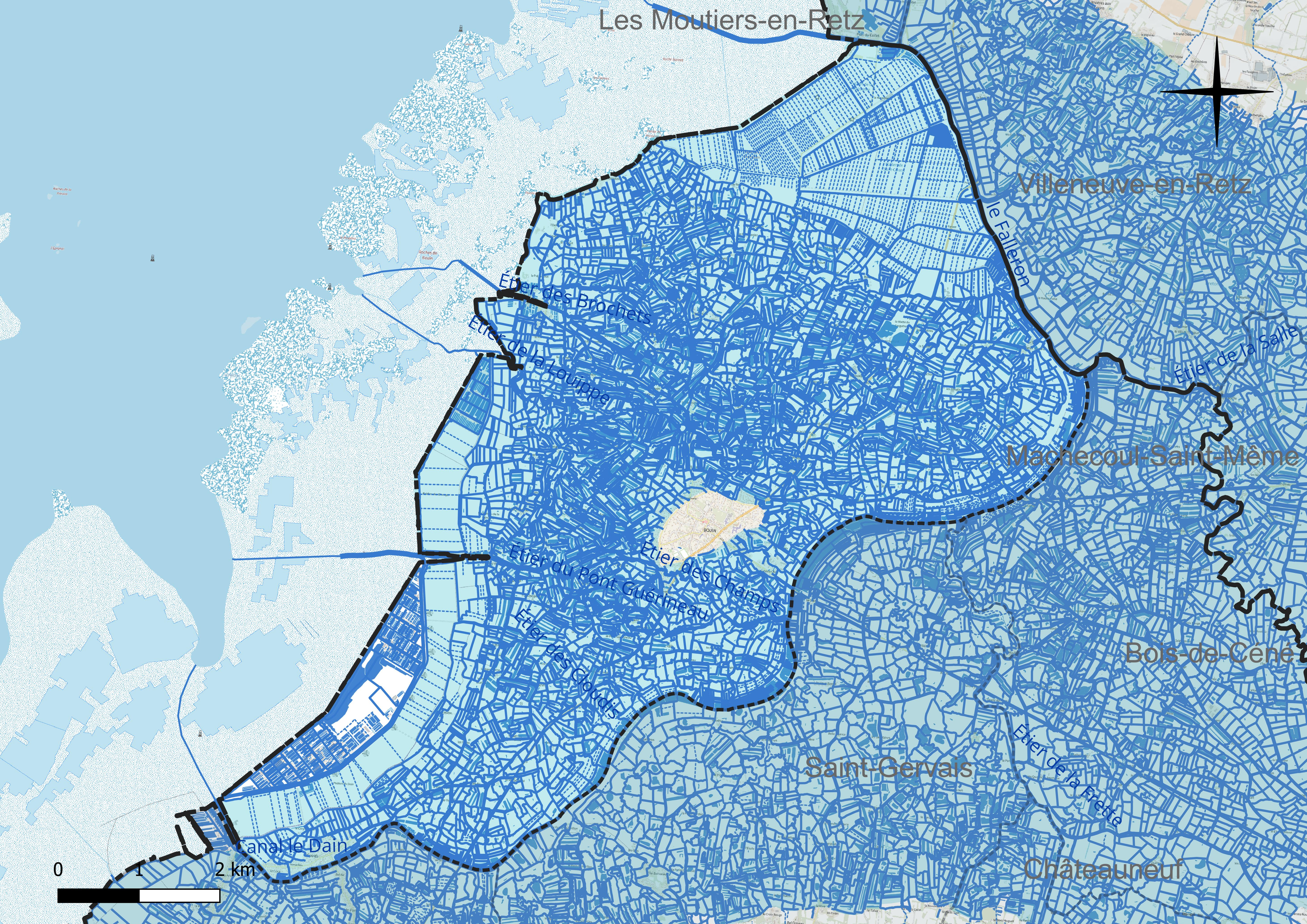
Réseau hydrographique de la commune.

### Climat
Pour des articles plus généraux, voir Climat des Pays de la Loire et Climat de la Vendée.
En 2010, le climat de la commune est de type climat océanique franc, selon une étude du CNRS s'appuyant sur une série de données couvrant la période 1971-2000. En 2020, Météo-France publie une typologie des climats de la France métropolitaine dans laquelle la commune est exposée à un climat océanique et est dans la région climatique  Bretagne orientale et méridionale, Pays nantais, Vendée, caractérisée par une faible pluviométrie en été et une bonne insolation. 
Pour la période 1971-2000, la température annuelle moyenne est de 12,4 °C, avec une amplitude thermique annuelle de 12,8 °C. Le cumul annuel moyen de précipitations est de 754 mm, avec 12,4 jours de précipitations en janvier et 6,1 jours en juillet. Pour la période 1991-2020, la température moyenne annuelle observée sur la station météorologique de Météo-France la plus proche, « Saint-Même-le-Tenu », sur la commune de Machecoul-Saint-Même à 14 km à vol d'oiseau, est de 12,7 °C et le cumul annuel moyen de précipitations est de 866,4 mm,. Pour l'avenir, les paramètres climatiques de la commune estimés pour 2050 selon différents scénarios d'émission de gaz à effet de serre sont consultables sur un site dédié publié par Météo-France en novembre 2022.

## Urbanisme

### Typologie
Au 1er janvier 2024, Bouin est catégorisée bourg rural, selon la nouvelle grille communale de densité à sept niveaux définie par l'Insee en 2022.
Elle est située hors unité urbaine et hors attraction des villes,.
La commune, bordée par l'océan Atlantique, est également une commune littorale au sens de la loi du 3 janvier 1986, dite loi littoral. Des dispositions spécifiques d’urbanisme s’y appliquent dès lors afin de préserver les espaces naturels, les sites, les paysages et l’équilibre écologique du littoral, tel le principe d'inconstructibilité, en dehors des espaces urbanisés, sur la bande littorale des 100 mètres, ou plus si le plan local d’urbanisme le prévoit.

### Occupation des sols
L'occupation des sols de la commune, telle qu'elle ressort de la base de données européenne d’occupation biophysique des sols Corine Land Cover (CLC), est marquée par l'importance des territoires agricoles (60,8 % en 2018), en diminution par rapport à 1990 (61,8 %). La répartition détaillée en 2018 est la suivante : 
prairies (38,1 %), zones humides intérieures (31,8 %), terres arables (21,2 %), zones humides côtières (4,6 %), zones urbanisées (2,7 %), zones agricoles hétérogènes (1,6 %), eaux continentales (0,1 %). L'évolution de l’occupation des sols de la commune et de ses infrastructures peut être observée sur les différentes représentations cartographiques du territoire : la carte de Cassini (XVIIIe siècle), la carte d'état-major (1820-1866) et les cartes ou photos aériennes de l'IGN pour la période actuelle (1950 à aujourd'hui).

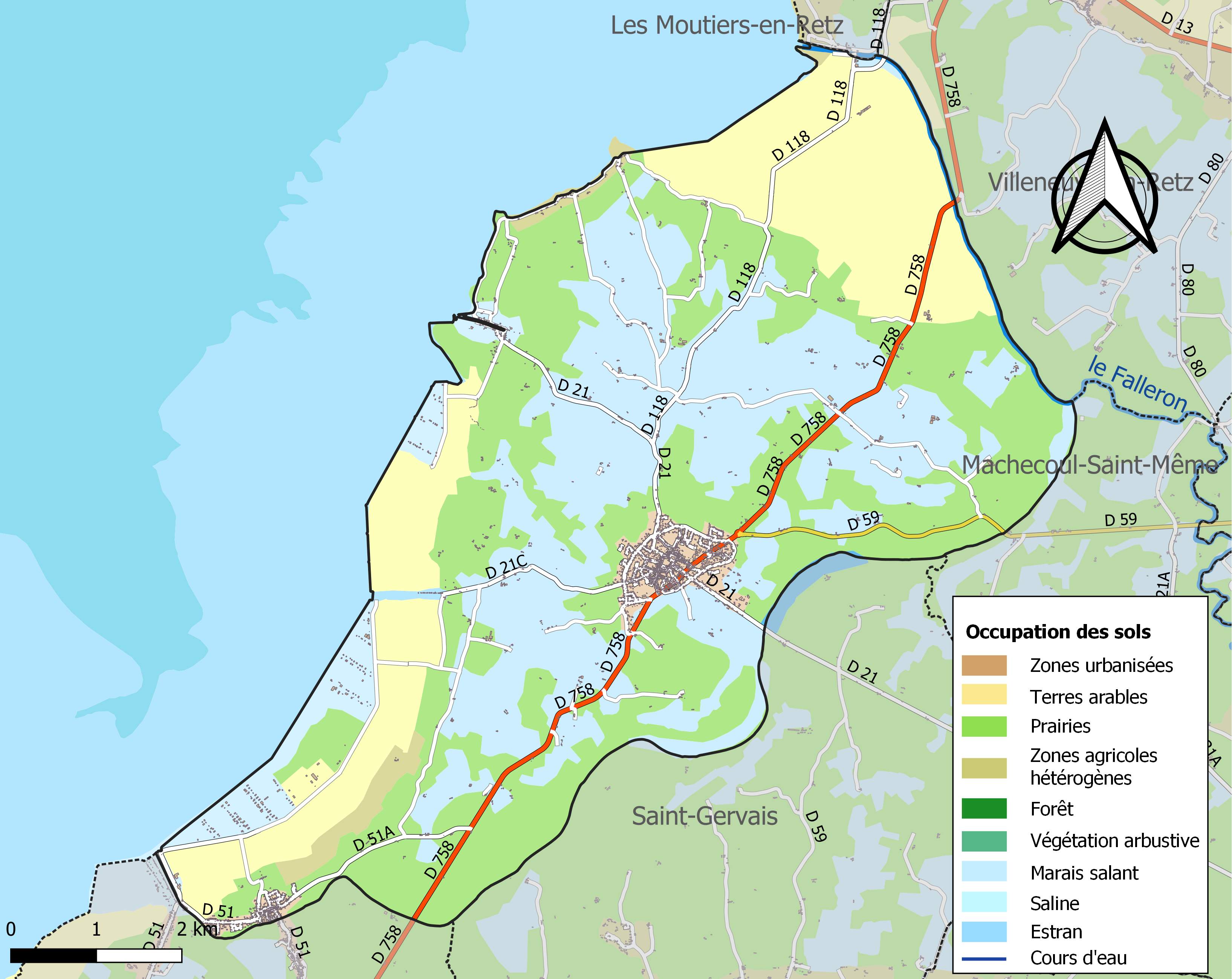
Carte des infrastructures et de l'occupation des sols de la commune en 2018 (CLC).

## Toponymie
Le nom de la commune vient soit d'un domaine agricole "Villa Bono" de l'époque gallo-romaine, soit d'un mot gaulois signifiant frontière qui marquerait la limite entre les tribus gauloises Ambilatres au nord et les Pictons au sud. Ce mot se retrouve également dans une commune des Deux-Sèvres pour marquer l'ancienne limite entre les Santons et les Pictons.
La forme ancienne L'Isle de Bouin ou Boing figure dans les archives anciennes.
Durant la Révolution, la commune porte le nom d'Île-Marat.
En poitevin, la commune est appelée Bougn.

## Histoire
Le 7 juin 567, un raz de marée couvrit entièrement l'île et y fit périr tous ses habitants.
En 577, quelques dizaines de foyers vinrent s'installer à divers endroits de l'île. Pour se protéger de l'océan, ils durent construire des montes de terre remplacées peu à peu par les digues actuelles.
En 820, l’île de Bouin est prise et brûlée par les Vikings.[réf. nécessaire]
En 1473, elle fut brûlée par des soldats français qui venaient faire la guerre à la Bretagne. Venant du sud, il brûlèrent la première paroisse bretonne qu'ils rencontrèrent. Ce fut donc l'Isle de Bouin.[réf. nécessaire]. Le roi de France, qui vient de brûler Bouin, trouve la ville voisine de Machecoul déserte à son approche : il voulait y faire une entrée triomphale, mais il parcourt la ville vide, car personne ne vint à sa rencontre. Les Machecoulais sont restés cachés dans leurs maisons, apeurés [réf. nécessaire].
En 1714, Bouin est érigée en baronnie.
Dès le haut Moyen Âge, des salines s’étiraient tout au long des côtes de l’Atlantique. La plupart appartenaient aux monastères qui ont su tirer profit de cet "or blanc" : par exemple les principales salines de l’abbaye cistercienne de Buzay se trouvaient dans l’île de Bouin. Les très nombreuses chapellenies de la région, elles possédaient dans l’île de Bouin, un total de 8 891 "aires saunantes", parmi elles celle des Trois Maries ou celle de Saint-Julien-le-Martyr par exemple.
Le 27 mai 1725, un arrêt du Conseil d'État prescrit que Bouin demeure sous la juridiction de l'Amirauté des Sables d'Olonne.
Avant 1789, Bouin appartenait aux Marches Bretagne-Poitou, relevant de la Bretagne et de la sénéchaussée de Poitou au temporel, et au diocèse de Nantes au spirituel. En 1789, les députés de la marche Bretagne-Poitou demandèrent, en vain, que les paroisses de la marche soient rattachées au département de la Loire-Inférieure, ayant pour chef-lieu Nantes. Leur demande, motivée par l'affinité pour le pays de Nantes, mais surtout par des enjeux fiscaux et économiques, reçut l'opposition des députés poitevins et ne fut pas suivie par le Comité de Constitution.
Le 25 janvier 1799, un important tremblement de terre détruit de nombreuses maisons. Les jours qui suivirent connurent des répliques.

### La poldérisation

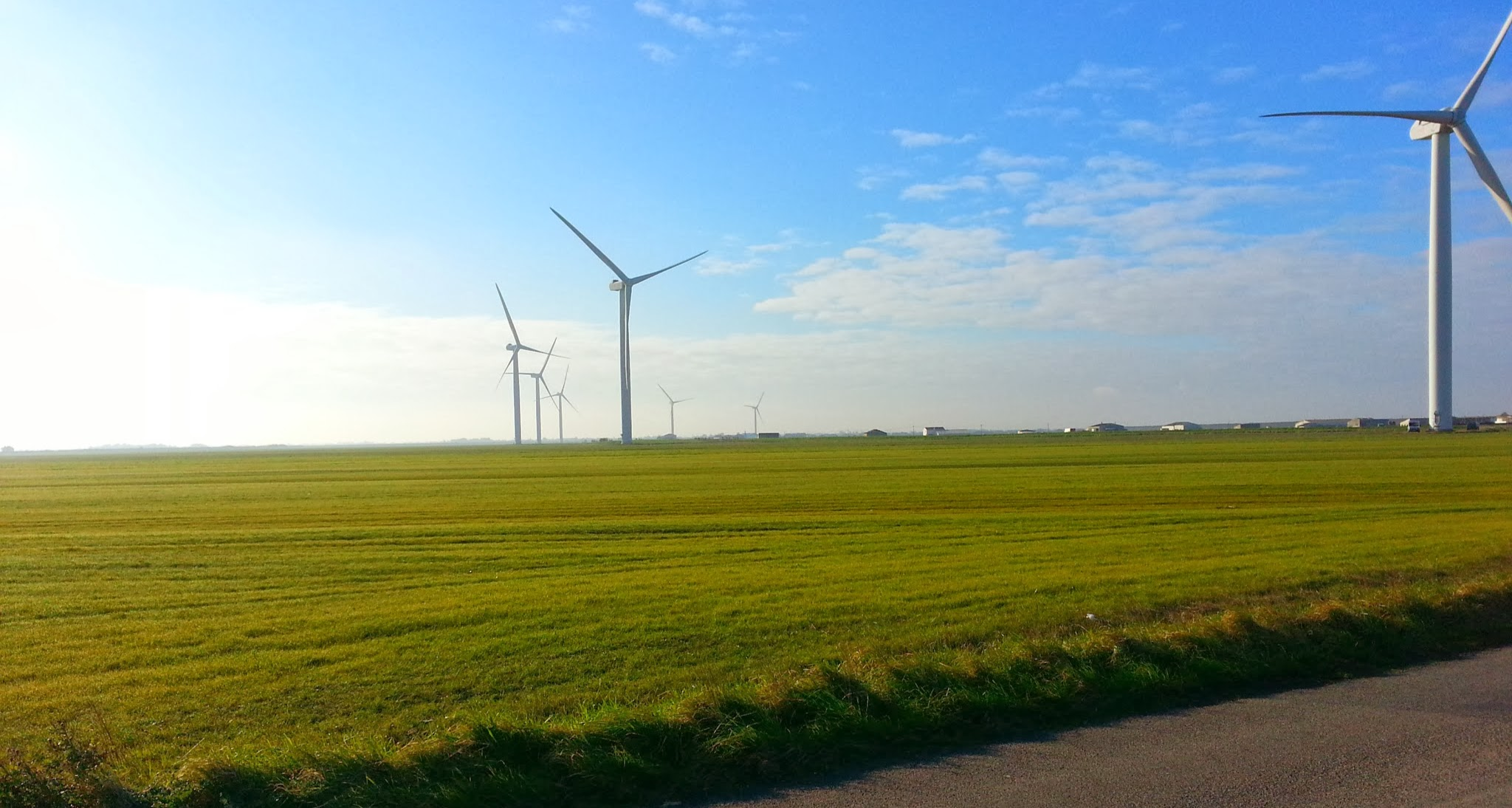
Éoliennes vers Bouin.

Avant la création de la digue protégeant le Marais breton des raz-de-marée, Bouin était sur une île : l'Ile de Bouin.
Grâce à la digue il y a eu une poldérisation avec le gain de terre sur la baie de Bourgneuf.
En 2003 sont construites huit éoliennes sur les polders de Bouin. Ces éoliennes sont parmi les premières installées en France. Depuis elles sont devenues de véritables attractions amenant les touristes sur la digue, dans le marais de Bouin et au Port-du-Bec. Elles sont capables d'alimenter 20 000 foyers.
Une des éoliennes de 62 m s'est écrasée au sol lors du passage de la tempête Carmen le 1er janvier 2018.
La startup nantaise Lhyfe créée en 2017 a installé à Bouin en 2020 une unité de production d'hydrogène vert à partir de l'énergie des éoliennes.

## Patrimoine bâti
Bouin possède de belles demeures anciennes, telles que l'ancien château du Sénéchal de Poitou - devenu la médiathèque Yvon-Traineau, l'ancien présidial (devenu la mairie) et l'hôtel du Sénéchal de Bretagne (dans la Grand'Rue).

## Héraldique
| Blason | Blasonnement : De gueules à la nef d'or, grée et mâtée du même, avec une voile et un pennon d'argent, voguant sur une mer de sinople, cantonnée à dextre en chef d'une étoile aussi d'or posée en bande. |

Ce blason figure sur l'un des vitraux de l'église Notre-Dame de Bouin

## Politique et administration

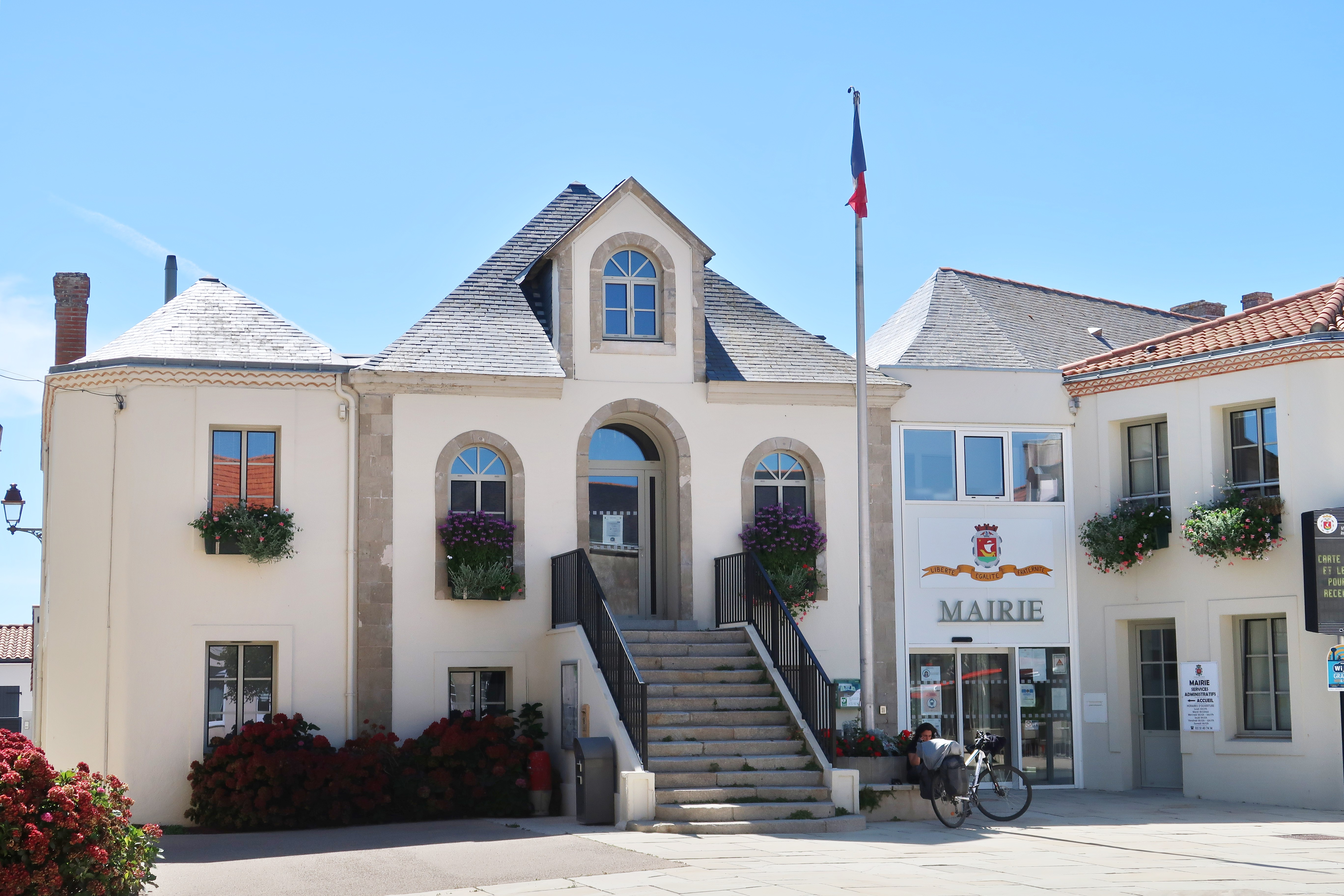
Mairie.

| Période                                  | Période                | Identité                         | Étiquette        | Qualité |
| ---------------------------------------- | ---------------------- | -------------------------------- | ---------------- | --- |
| 1790                                     | ?                      | René-Julien Hardouin             |                  | Chirurgien Chef du soulèvement vendéen à Bouin en 1793                                                                                    |
|                                          | 1815                   | Sébastien Luneau                 |                  | |
| Les données manquantes sont à compléter. |                        |                                  |                  | |
| 1869                                     | 1910 (décès)           | Achille Le Cler                  | Droite           | Propriétaire Conseiller général, élu dans le canton de Beauvoir-sur-Mer (1892-1910) Président du conseil général de la Vendée (1893-1910) |
| Les données manquantes sont à compléter. |                        |                                  |                  | |
| 1912                                     | 1925                   | André Rousteau                   | Radical          | Conseiller général, élu dans le canton de Beauvoir-sur-Mer (1919-1925)                                                                    |
| 1925                                     | 1941                   | Ludovic Lancelot                 | Conservateur     | Conseiller général, élu dans le canton de Beauvoir-sur-Mer (1925-1940)                                                                    |
| Les données manquantes sont à compléter. |                        |                                  |                  | |
| 1945                                     | 1960 (décès)           | Raoul Pélote                     | PRL puis DVD     | Conseiller général, élu dans le canton de Beauvoir-sur-Mer (1945-1960)                                                                    |
| 1960                                     | 6 juillet 2000 (décès) | Raoul Pélote (fils du précédent) | DVD puis UDF-CDS | Retraité de l’ostréiculture Conseiller général, élu dans le canton de Beauvoir-sur-Mer (1960-1998)                                        |
| 25 septembre 2000                        | 4 juillet 2020         | Jean-Yves Gagneux                | DVD              | Retraité de l’ostréiculture |
| 4 juillet 2020                           | En cours               | Thomas Gisbert de Callac         | LR               | Chef d’entreprise Expert en mobilier et objets d’art                                                                                      |
| Les données manquantes sont à compléter. |                        |                                  |                  | |

## Population et société

### Démographie

#### Évolution démographique
En 1779, la commune comptait 3 000 communiants (selon Ogée : Dictionnaire historique et géographique de la province de Bretagne, première édition).
L'évolution du nombre d'habitants est connue à travers les recensements de la population effectués dans la commune depuis 1793. Pour les communes de moins de 10 000 habitants, une enquête de recensement portant sur toute la population est réalisée tous les cinq ans, les populations de référence des années intermédiaires étant quant à elles estimées par interpolation ou extrapolation. Pour la commune, le premier recensement exhaustif entrant dans le cadre du nouveau dispositif a été réalisé en 2008.

En 2022, la commune comptait 2 169 habitants, en évolution de +0,65 % par rapport à 2016 (Vendée : +5,33 %, France hors Mayotte : +2,11 %).
| 1793  | 1800  | 1806  | 1821  | 1831  | 1836  | 1841  | 1846  | 1851  |
| ----- | ----- | ----- | ----- | ----- | ----- | ----- | ----- | ----- |
| 2 000 | 2 018 | 2 052 | 2 536 | 2 640 | 2 506 | 2 612 | 2 806 | 2 800 |

| 1856  | 1861  | 1866  | 1872  | 1876  | 1881  | 1886  | 1891  | 1896  |
| ----- | ----- | ----- | ----- | ----- | ----- | ----- | ----- | ----- |
| 2 839 | 2 844 | 2 901 | 2 776 | 2 792 | 2 759 | 2 814 | 2 767 | 2 670 |

| 1901  | 1906  | 1911  | 1921  | 1926  | 1931  | 1936  | 1946  | 1954  |
| ----- | ----- | ----- | ----- | ----- | ----- | ----- | ----- | ----- |
| 2 638 | 2 846 | 2 836 | 2 435 | 2 377 | 2 317 | 2 267 | 2 227 | 2 059 |

| 1962  | 1968  | 1975  | 1982  | 1990  | 1999  | 2006  | 2008  | 2013  |
| ----- | ----- | ----- | ----- | ----- | ----- | ----- | ----- | ----- |
| 2 133 | 2 146 | 2 237 | 2 292 | 2 268 | 2 242 | 2 206 | 2 196 | 2 165 |

| 2018  | 2022  | - | - | - | - | - | - | - |
| ----- | ----- | - | - | - | - | - | - | - |
| 2 157 | 2 169 | - | - | - | - | - | - | - |

#### Pyramide des âges
La population de la commune est relativement âgée.
En 2018, le taux de personnes d'un âge inférieur à 30 ans s'élève à 23,6 %, soit en dessous de la moyenne départementale (31,6 %). À l'inverse, le taux de personnes d'âge supérieur à 60 ans est de 42,0 % la même année, alors qu'il est de 31,0 % au niveau départemental.
En 2018, la commune comptait 1 038 hommes pour 1 119 femmes, soit un taux de 51,88 % de femmes, légèrement supérieur au taux départemental (51,16 %).
Les pyramides des âges de la commune et du département s'établissent comme suit.
| Hommes | Classe d’âge | Femmes |
| ------ | ------------ | ------ |
| 1,6    | 90 ou +      | 4,6    |
| 10,0   | 75-89 ans    | 15,3   |
| 26,4   | 60-74 ans    | 25,7   |
| 23,3   | 45-59 ans    | 21,8   |
| 13,1   | 30-44 ans    | 10,8   |
| 13,7   | 15-29 ans    | 11,0   |
| 11,8   | 0-14 ans     | 10,8   |

| Hommes | Classe d’âge | Femmes |
| ------ | ------------ | ------ |
| 0,8    | 90 ou +      | 2,2    |
| 8,7    | 75-89 ans    | 11,1   |
| 20,3   | 60-74 ans    | 21,3   |
| 20     | 45-59 ans    | 19,4   |
| 17,5   | 30-44 ans    | 16,8   |
| 15     | 15-29 ans    | 13,2   |
| 17,7   | 0-14 ans     | 16,1   |

## Lieux et monuments

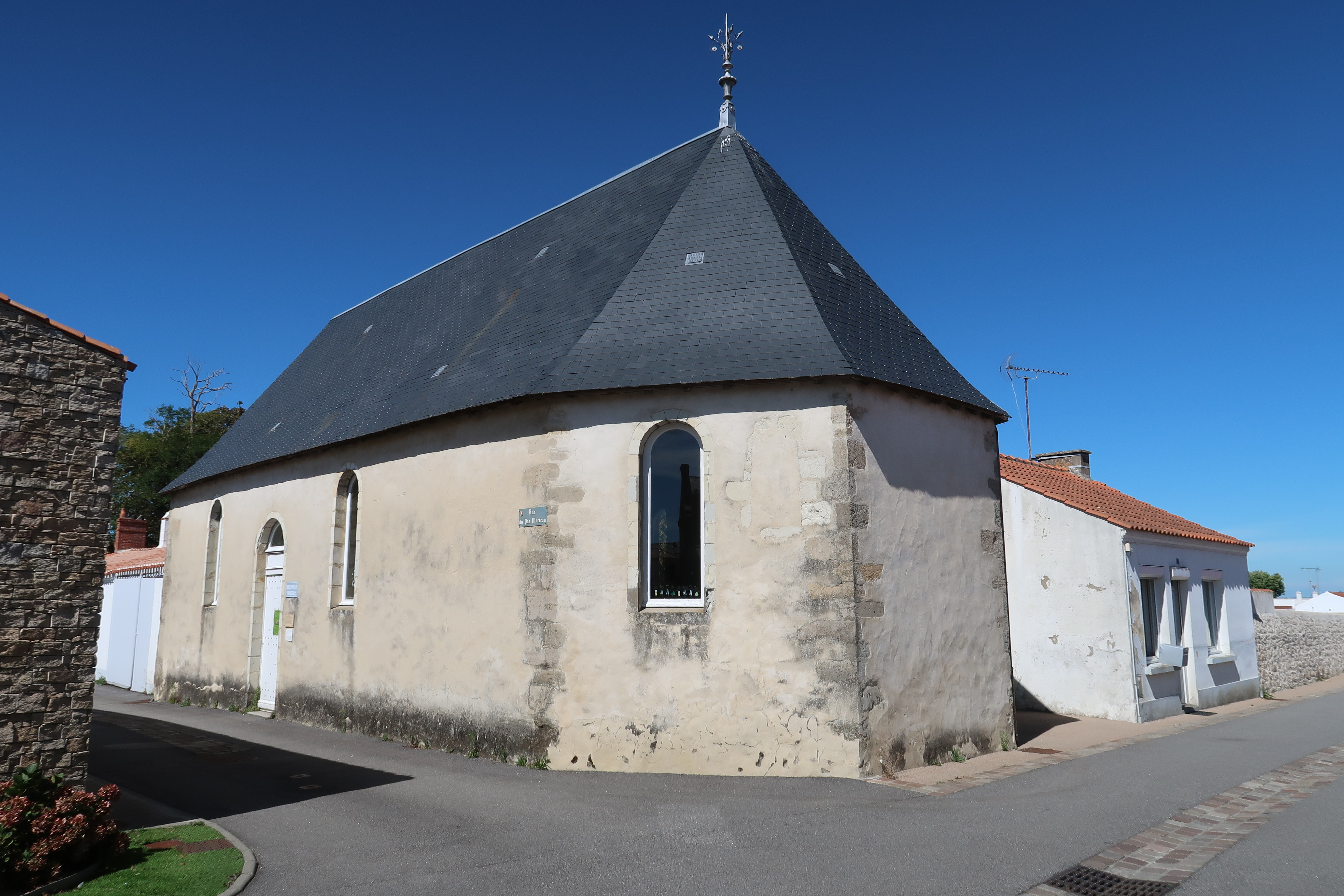
Chapelle

- Éoliennes de Bouin, sur le polder du Dain
- Église Notre-Dame de Bouin construite dans le style du XIVe siècle
- Le Port-du-Bec
- Port de L'Époids
- La chapelle des Sept-Douleurs du XIe siècle, ou de Saint-Julien, transformée en bibliothèque
- Le Grand Logis, ou Maison du sénéchal de Poitou
- La maison à encorbellement de la rue Neuve, dernière maison de ce type à Bouin (XVIIe siècle)
- La demeure de l'Ecrille (XVIIe siècle), ancienne batterie de garde-côte sur la route du Sud
- La Demeure du[41] Pavillon, ou Maison du sénéchal de Bretagne.
- L'intersection du 47e parallèle nord et du 2e méridien à l'ouest de Greenwich se trouve sur le territoire de la commune (voir aussi le Degree Confluence Project).

## Personnalités liées à la commune
- René Julien Hardouin (1739-1795), premier maire de Bouin en 1790, chef du soulèvement vendéen à Bouin en 1793.
- Antoine Alexandre Méchin (1746-1793), prêtre et homme politique né à Bouin, député aux États généraux de 1789.
- Michel-Pierre Luminais (1752-1812), homme politique né et décédé à Bouin, député de la Vendée au Conseil des Cinq-Cents.
- Francois Touzeau (1795-1866), maire de Bouin de 1848 à 1860
- Sébastien Luneau (1800-1880,) député de la Vendée et bienfaiteur de la ville de Bouin.
- Emmanuel Lansyer (né en 1835 à Bouin, mort en 1893), grand peintre paysagiste, a légué son œuvre et sa maison à la ville de Loches (musée municipal gratuit).
- Achille Le Cler, fondateur de la société des Polders.
- Charles Renoux (1925-), bénédictin, orientaliste et spécialiste des manuscrits liturgiques arméniens y est né.
- Pierre Marchand (1939-2002), éditeur, créateur de Gallimard Jeunesse.
- Yvon Traineau, fondateur de "L'École de Bouin", avec Franchto, G. Planet etc.

## Animations
La Fête des gobeurs d'huîtres, également appelée kermesse, est nommée ainsi par l'apparition de l'épreuve des gobeurs d'huîtres, créée en 1963, où les concurrents doivent, en tenue d'ostréiculteur, déguster le plus d'huîtres possible en un temps donné. De plus cette fête est complétée par d'autres attractions comme le lapinodrôme (où un lapin doit entrer dans une case portant votre numéro), une roue de la fortune (telle celle utilisée dans l'émission La roue de la fortune), un jeu de bowling, une grande tombola dont le premier prix est une vache nommée Gratte-huître, un défilé de voitures anciennes et de chars, un grand stand de dégustation d'huîtres et en soirée un dîner champêtre avec moules marinières, huîtres, saucisses grillées aux mojettes pendant un spectacle folklorique, un bal gratuit et beaucoup de stands pour les enfants.
Cette fête a lieu le premier dimanche d'août de chaque année.